# Agonum
Agonum — рід турунів, багатий на види (не менш як 200). Поширені у Голарктиці, окремі види відомі з Середньої Азії і Східної Африки. В Україні знайдено представників 26 видів роду з 3 підродів.

## Опис
Дрібні або середнього розміру жуки, довжина тіла від 0,5 до 1,4 сантиметри. Тіло сплощене, тендітне.
Гомілки передніх ніг мають заглиблення перед вершиною. На лобі біля внутрішнього краю ока наявні 2 заглиблення із щетинкою. Передостанній членик полапків має 2 щетинки.
Види роду мають високий рівень внутрішньовидової мінливості за кольором тіла, довжиною передньогрудей тощо, тому визначення видів та їхнє таксономічне вивчення є складним навіть для спеціалістів.

## Спосіб життя
Більшість видів зустрічається у вологих місцях або поблизу водойм.

## Поширення
Ареал видів роду охоплює Європу, Північну Азію (Палеарктика), північ Північної Америки.

## Систематика та еволюція
Види роду поширені по всьому прадавньому континенту Лавразія, що свідчить про принаймні 50 мільйонів років існування роду. На видоутворення впливали тектонічні рухи плит земної кори та плейстоценове зледініння.
Систематика роду перебуває у стані розвитку. Рід розділяють на деяку кількість підродів, які втім визнаються не всіма дослідниками. У середині XX сторіччя деякі з цих підродів вважали окремими родами.
Деякі з видів:
- Agonum atratum
- Agonum dolens
- Agonum ericeti
- Agonum gracilipes
- Agonum holdhausi
- Agonum impressum
- Agonum longicorne
- Agonum lugens
- Agonum moestum
- Agonum muelleri
- Agonum nigrum
- Agonum sexpunctatum
- Agonum versutum
- Agonum viduum